# Vera Obolénskaya
Vera Apollónovna Obolénskaya (en ruso: Ве́ра Аполло́новна Оболе́нская; Moscú, 11 de junio de 1911 – Berlín, 4 de agosto de 1944) fue una princesa rusa y miembro de la resistencia francesa durante la Segunda Guerra Mundial. Fue secretaria de la Organización Civil y Militar (OCM), una importante organización de la resistencia, hasta su arresto en diciembre de 1943. Fue deportada a Alemania y guillotinada en la prisión de Plötzensee, poco después de la liberación de Francia.

## Biografía

### Infancia y juventud
Vera Obolénskaya, de soltera Makárova, nació en 1911 en Moscú (Imperio ruso). Su padre era Apollon Apollónovich Makárov, miembro de la alta sociedad rusa y vicegobernador de Bakú, Azerbaiyán. En 1920, tras el triunfo de la revolución rusa y durante la subsiguiente guerra civil, la familia emigró a París. Vera tenía un pasaporte Nansen (emitido por la Sociedad de Naciones para refugiados apátridas). Tras terminar sus estudios, trabajó como modelo para casas de moda rusas y luego como secretaria del industrial Jacques Arthuys.
En 1937, Vera se casó con el príncipe Nicolái Aleksándrovich Obolenski (1900-1979) en la Catedral de Alejandro Nevski de París, adoptando el título principesco. Su esposo era el hijo del exgobernador de San Petersburgo y poseía propiedades en Niza. En el período inmediatamente anterior a la Segunda Guerra Mundial, los Obolenski disfrutaban de una vida acomodada como miembros adinerados de la aristocracia rusa exiliada. Frecuentaban restaurantes elegantes, celebraban bailes y disfrutaban de vacaciones junto al mar. Los amigos de Nicolái bromeaban diciendo que era el único emigrante ruso que podía viajar en taxi en lugar de conducir uno.

### Actividades en la resistencia
Jacques Arthuis, empresario amigo de la familia, organizó uno de los grupos clandestinos que dirigía desde su casa en la avenida Victor Hugo, contaba con la ayuda de Vera como su secretaria. En diciembre de 1940, Arthuis fusionó su grupo con el de Maxime Blocq-Mascart, que se dedicaba a recopilar información y ayudar a los prisioneros de guerra a escapar. Obolénskaya, a quien sus amigos llamaban Vicki, tomó el control del secretariado central del movimiento. En la primavera de 1941, se convirtió en la Organización Civil y Militar (OCM). Mientras era secretaria de la OCM, Viki también ayudó a Marcel Berthelot a reunir información para la red Century y la red de la Confrérie Notre-Dame (CND).
El 21 de diciembre de 1941 la Gestapo arrestó a Arthuis y a otros líderes de la organización. El coronel Alfred Touny tomó el mando del grupo y vinculó más estrechamente al OCM con el grupo militar. Obolénskaya, que conocía bien el asunto, renovó las conexiones principales con la ayuda de Yvonne Arthuys. Además continuó a cargo de la secretaría central de la organización bajo el mando del coronel Touny y sirvió como enlace con Blocq-Mascart cuando este se incorporó a la junta permanente del Consejo Nacional de la Resistencia (CNR). Sirvió de enlace entre los miembros del grupo, recopiló sus informes y mantuvo su correspondencia secreta. Nunca tuvo que anotar una dirección, nombre ni contraseña y se hizo famosa por su asombrosa memoria. Así mismo se encargó de recopilar información filtrada por oficiales alemanes que consumían cocaína y pasaban las tardes con bailarinas españolas. Dicha información era enviada a Londres por el coronel Rémy y su red de la CND.
Según Arthur Calmette, Obolénskaya poseía una inteligencia vivaz, una memoria prodigiosa y una devoción absoluta por la causa. Era doblemente patriota, pues luchaba tanto por su patria rusa como por su patria francesa adoptiva. Poseía una extraordinaria capacidad de adaptación y, en las peores circunstancias, se mantenía serena y optimista.

### Captura y muerte

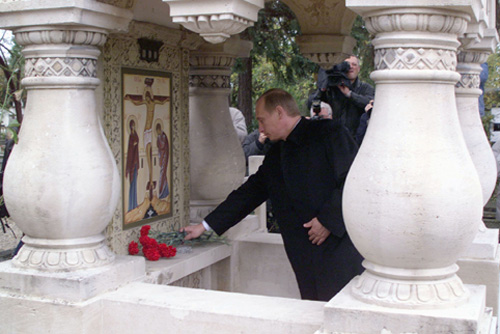
El presidente de Rusia, Vladímir Putin, realiza una ofrenda floral en el monumento a Vera Obolénskaya en Sainte-Geneviève-des-Bois el 1 de noviembre de 2000

Obolénskaya fue arrestada el 16 de diciembre de 1943 en el domicilio de su amiga Sofía Nosovitch, también miembro del OCM, en la calle Saint-Florentin. Fue detenida por el equipo de Rudy de Mérode, que trabajaba para la Gestapo. Fue interrogada extensamente e inventó muchas historias inverosímiles para proteger a sus compañeros de lucha. Razón por la que los nazis la apodaron la «Princesa-No-Sé-Nada-De-Esto». El interrogador alemán le preguntó en una ocasión cómo los inmigrantes rusos anticomunistas podían resistirse a Alemania y la instó a ayudar a la Alemania nazi a combatir a su enemigo común: el comunismo. A lo que Obolénskaya respondió: «El objetivo que perseguís en Rusia es la destrucción del país y de la raza eslava. Soy rusa, pero crecí en Francia y pasé toda mi vida aquí. No traicionaré ni a mi patria ni al país que me ha cobijado». Su compañera, Sofía Nosovitch, fue torturada mediante inmersión en agua helada, pidió clemencia, se la concedieron y sobrevivió a la guerra en un campo de trabajo.
Obolénskaya no fue torturada durante los interrogatorios a los que fue sometida. Un tribunal militar la juzgó por traición en Arrás en mayo de 1944 y declarada culpable. Fue condenada a muerte, pero se negó a firmar una petición de clemencia. Finalmente fue deportada a Alemania, primero a la prisión de Moabit en Berlín y luego a la prisión de mujeres de Barnimstrasse. Hasta que el 4 de agosto de 1944, poco después de la liberación de Francia, fue guillotinada en la prisión de Plötzensee, en Charlottenburg, Berlín. Su cuerpo fue entregado al laboratorio del Dr. Hermann Stieve, jefe del Instituto de Anatomía de la Universidad de Berlín, quien estudiaba el efecto del estrés y los factores ambientales en el sistema reproductivo de las mujeres. Nunca se encontró su cuerpo.
Su esposo también fue miembro de la Resistencia. Se convirtió en teniente de las Fuerzas Francesas Libres (FFI) y fue deportado. Cuando el príncipe Obolenski regresó del campo de concentración de Buchenwald, escribió un libro sobre su esposa. Nunca volvió a casarse y, en su vejez, se convirtió en sacerdote de la catedral de Alejandro Nevski de París.

## Condecoraciones y honores
Existe una estela en honor a Véra en el cementerio ruso de Sainte-Geneviève-des-Bois, y una placa en su memoria en la Rueil-la-Gadelière, donde vivió con su esposo. En 1958, recibió póstumamente la Cruz de Caballero de la Legión de Honor y la Cruz de Guerra durante una ceremonia oficial. También recibió la Medalla de la Resistencia y el mariscal británico Bernard Montgomery elogió sus méritos como «voluntaria de las Naciones Unidas». En 1965, la Unión Soviética la concedió, póstumamente, la Orden de la Guerra Patria de 1.er grado.